# 11766 Fredseares
11766 Fredseares este un asteroid din centura principală de asteroizi.

## Descriere
11766 Fredseares este un asteroid din centura principală de asteroizi. A fost descoperit pe 17 octombrie 1960 la Observatorul Palomar de Cornelis Johannes van Houten, Ingrid van Houten-Groeneveld și Tom Gehrels. Asteroidul prezintă o orbită caracterizată de o semiaxă mare de 3,14 ua, o excentricitate de 0,16 și o înclinație de 4,9° în raport cu ecliptica.